# Nunivak Island
Nunivak Island is een eiland in de Verenigde Staten. Het is het op een na grootste eiland in de Beringzee. Het heeft een oppervlakte van 4.209 km² en bevindt zich in Alaska. Nunivak Island telt 210 inwoners. Het is het op zeven na grootste eiland van de Verenigde Staten.
De bevolking van het eiland leeft in de stad Mekoryuk, in het noordoosten van het eiland. Nunivak Island is een met permafrost bedekt vulkanisch eiland. Het eiland is onderdeel van het Yukon Delta National Wildlife Refuge en wordt als dusdanig ook beschermd.